# 平成27年9月関東・東北豪雨
平成27年9月関東・東北豪雨（へいせい27ねん9がつかんとう・とうほくごうう）は、2015年（平成27年）9月9日から11日にかけて関東地方及び東北地方で発生した豪雨災害。

## 概要

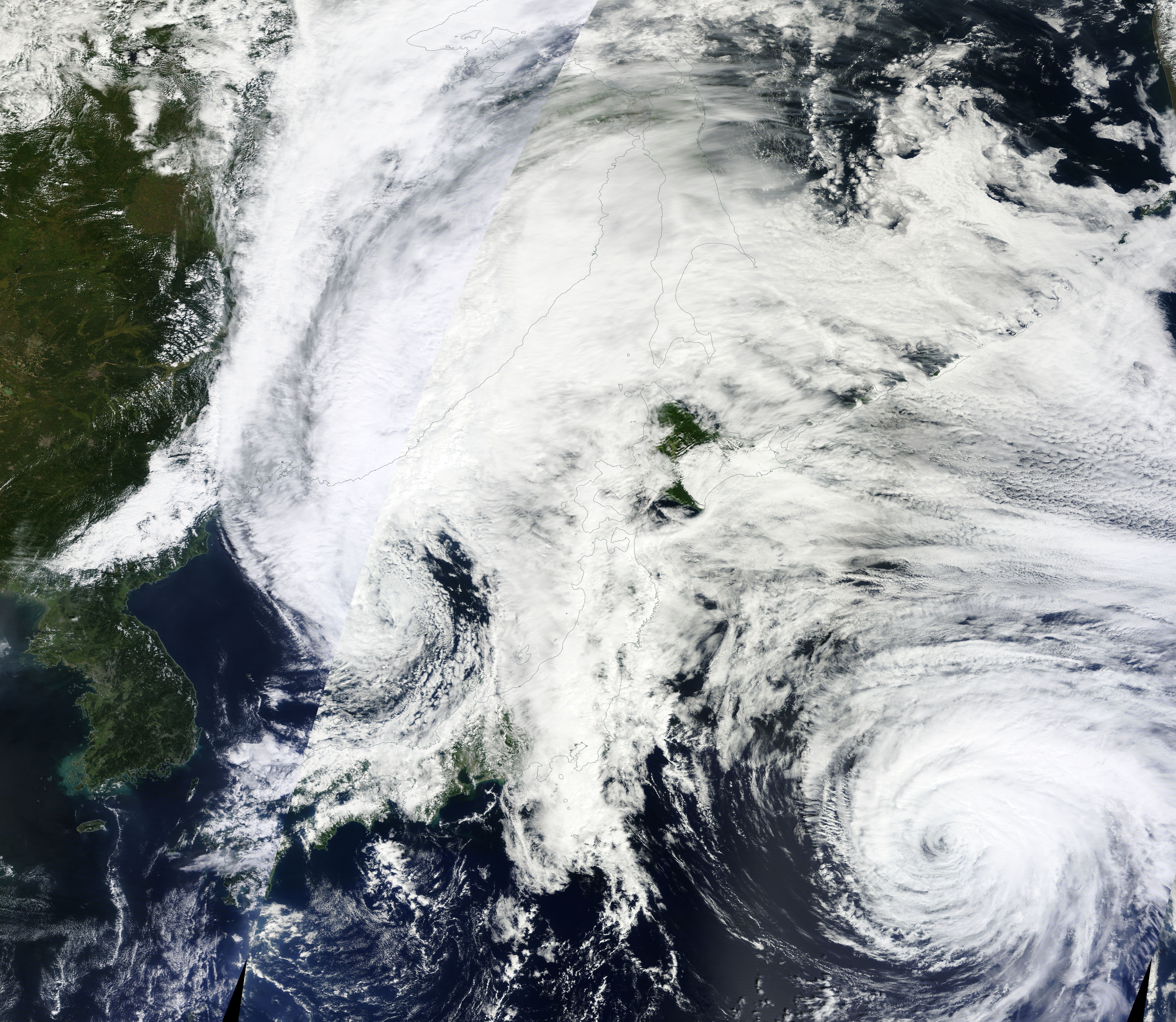
日本海の台風18号から変わった温帯低気圧と太平洋上の台風17号（9月10日）

9月7日に発生した台風18号は9月9日に東海地方へ上陸したのち、同日夜に日本海で温帯低気圧になった。この台風による直接的な被害は大きくなかったものの、日本海を北東に進む台風から変わった温帯低気圧に太平洋上から湿った暖かい空気が流れ込み、日本の東の海上から日本列島に接近していた台風17号から吹き込む湿った風とぶつかったことで南北に連なる雨雲（線状降水帯）が継続して発生。関東地方北部から東北地方南部を中心として24時間雨量が300ミリ以上の豪雨とそれに伴う大規模な被害をもたらした。
まず9月9日には関東地方北部を中心に豪雨となり、9月7日0時から10日17時までのアメダス観測値によれば、24時間雨量として10日の朝までに栃木県の日光市五十里で551.0ミリ、日光市今市で541.0ミリなど栃木県内の各所で300ミリ以上を観測。また、期間降水量は今市で645.5ミリ、五十里での622.0ミリ、土呂部の561.5ミリ、鹿沼の523.0ミリなど栃木県の各所で400ミリ以上を観測した。9月10日0時20分、気象庁は栃木県全域に対し、さらに7時45分には茨城県のほぼ全域に対して大雨特別警報を発表し、これらの地域では河川増水・土砂崩れ・低地への浸水などへの最大級の警戒をするとともに、それ以外の周辺都県でも厳重な警戒をするよう呼びかけた。
雨の範囲は次第に東北地方に移り、11日3時20分に気象庁は宮城県に大雨特別警報を発表した。各県に出されていた大雨特別警報は栃木県で11日6時に、茨城県で同日8時15分に解除され、宮城県でも19時30分に解除された。
9月18日、気象庁は関東地方及び東北地方を襲った豪雨及びそれによってもたらされた災害に関して「平成27年9月関東・東北豪雨」と命名した。また国土地理院では公式サイトに「平成27年9月関東・東北豪雨」の特設ページを設け、地形図や空中写真などのデータを用いて今次災害の情報を公開している。
10月6日、政府は農業関連の被害について激甚災害に対処するための特別の財政援助等に関する法律に基づく「激甚災害」に、福島県南会津郡南会津町、大沼郡昭和村の区域に対して「局地激甚災害」にそれぞれ指定することを閣議決定し、翌7日公布・施行した。これによって、自治体が農地や農業用施設の復旧工事を行う際の国による費用補助の割合が、最大で90％ほど引き上げられることとなった。
栃木県で豪雨になり茨城県で洪水になった点で、1998年の台風4号と比較される。98年の4号では猛烈な雨と1000mm以上の降水量を記録したが、関東東北豪雨では期間雨量は600mmほどで1時間雨量も50~70mm程度（記録的短時間大雨情報は期間中発表なし）である。

## 気象状況

### 大雨
9月7日から9月11日までに観測された総降水量は、栃木県日光市今市で647.5 ミリ、宮城県丸森町筆甫で536.0ミリを観測するなど、関東地方で600ミリ、東北地方で500ミリを超え、9月の月降水量平年値の2倍を超える大雨となった。
1時間雨量
三重県鳥羽市（鳥羽）：75.5ミリ（9/9日7時37分まで）
宮城県栗原市（駒ノ湯）：72.0ミリ（9/11日0時51分まで）
宮城県仙台市泉区（泉ケ岳）：65.0ミリ（9/10日23時14分まで）
駒ノ湯、泉ケ岳での統計開始以来の極値を更新した。
3時間雨量
栃木県日光市（五十里）：164.5ミリ（9/10日3時20分まで）
宮城県黒川郡大衡村（大衡）：155.0ミリ（9/11日2時50分まで）
三重県鳥羽市（鳥羽）：149.0ミリ（9/9日8時40分まで）
五十里、大衡での統計開始以来の極値を更新した。
24時間雨量
栃木県日光市（五十里）：551.0ミリ（9/10日6時30分まで）
栃木県日光市（今市）：541.0ミリ（9/10日6時20分まで）
栃木県鹿沼市（鹿沼）：444.0ミリ（9/10日6時00分まで）
五十里、今市、鹿沼での統計開始以来の極値を更新した。
72時間雨量
栃木県日光市（今市）：639.0ミリ（9/10日11時50分まで）
栃木県日光市（五十里）：617.5ミリ（9/10日21時10分まで）
栃木県日光市（土呂部）：561.0ミリ（9/10日21時00分まで）
今市、五十里、土呂部での統計開始以来の極値を更新した。

## 被害

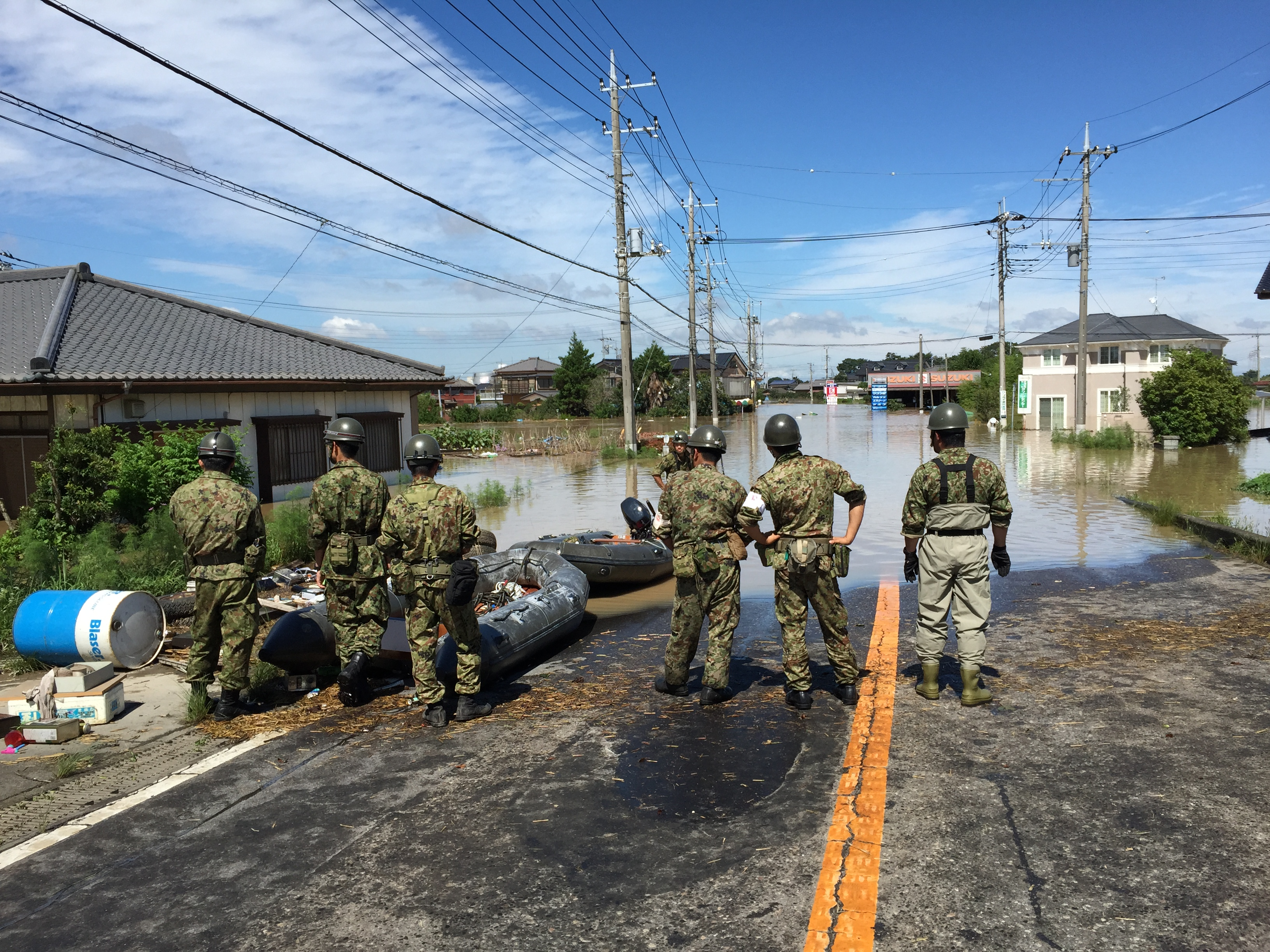
浸水した茨城県常総市に派遣された自衛隊員

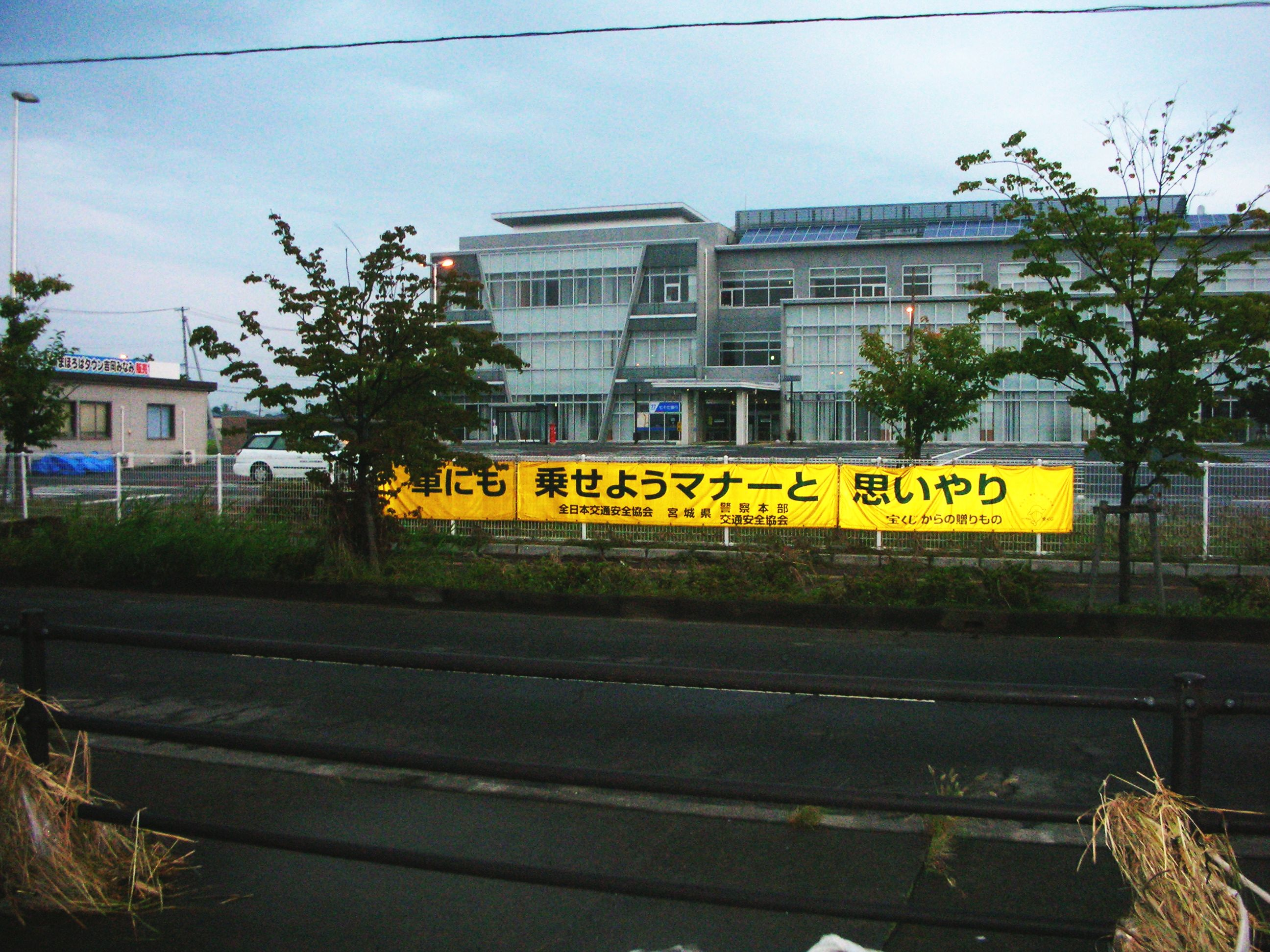
洪水が去った後の宮城県大和町役場

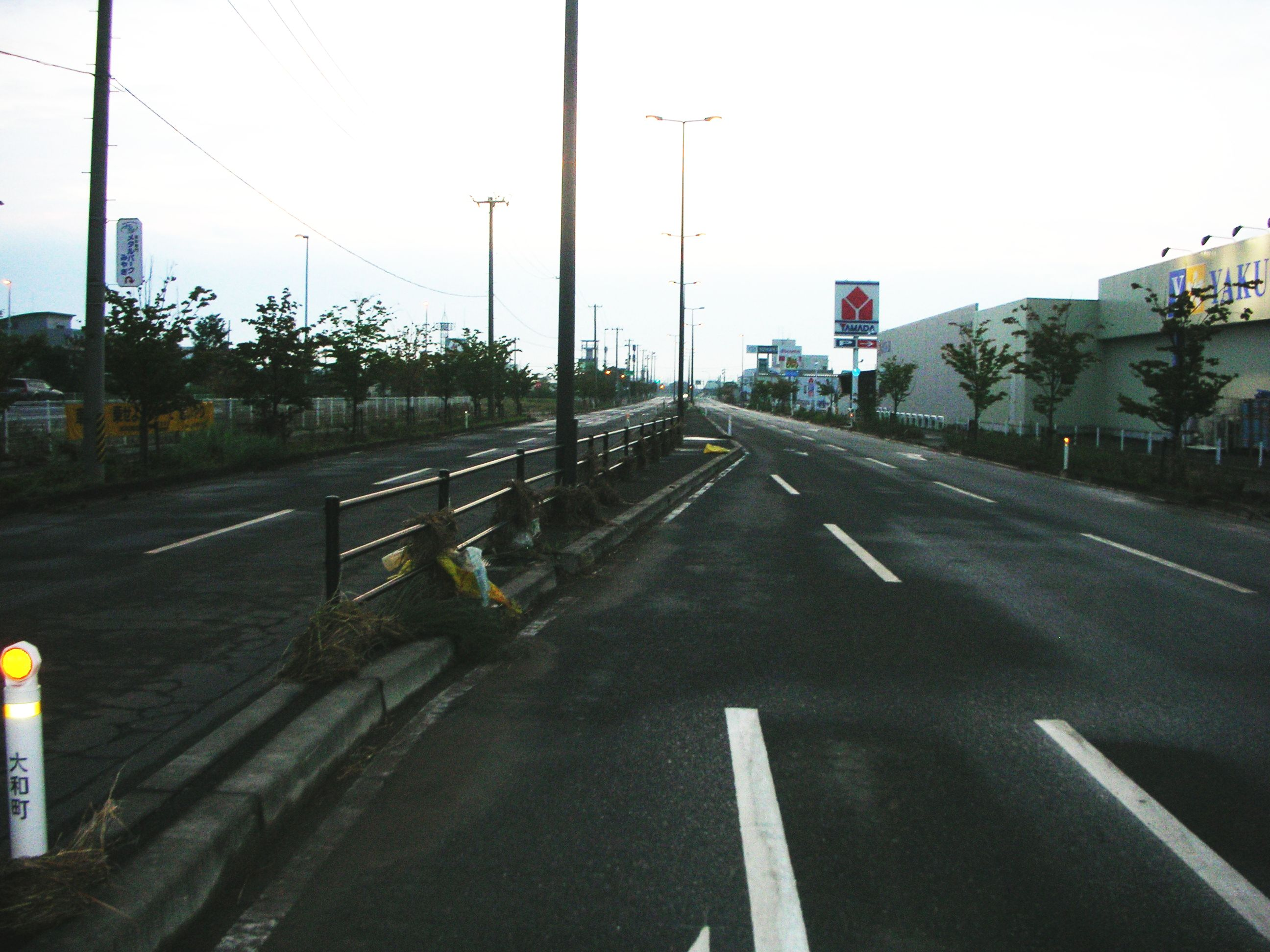
洪水が去った後の宮城県大和町家電量販店付近

消防庁による2017年10月18日現在の被害まとめ（台風第18号による被害を含む）によると、茨城県で15人、栃木県で3人、宮城県で2人の、計20人の死者が確認されている。また、全国で負傷者82人、住宅の全壊81棟、半壊7,090棟、一部破損384棟、床上浸水2,523棟、床下浸水13,259棟、非住家被害1,722棟となっている。また国管理の5河川と都道府県管理の80河川で堤防の決壊、越水や漏水、溢水、堤防法面の欠損・崩落などが発生したことが確認されている。
9月13日17時に公表された集計によれば、8日以降岩手県から香川県までの1都19県で約24万人に避難指示が、約315万人に避難勧告が発令された。鬼怒川の堤防が決壊してから1年経っても常総市民79世帯197人が県や市が提供する公営住宅などで仮住まいを続けている。

### 関東
茨城県常総市付近では、9月10日早朝より鬼怒川の数か所で越水や堤防からの漏水が発生し、12時50分には同市三坂町で堤防1か所が決壊した。これにより常総市では鬼怒川と小貝川に挟まれた広範囲が水没し、直接的な死者2名、災害関連死12名、負傷者40名以上の人的被害のほか、東日本大震災の教訓を取り入れて2014年に竣工したばかりの常総市役所本庁舎が浸水したのをはじめ、全半壊家屋5000棟以上という甚大な被害を受けた。この時の対応について、常総市は検証委員会を設置して報告書をまとめている。
また、東京電力の鬼怒川発電所（日光市）、道谷原発電所（塩谷町）、赤川発電所（那須塩原市）で発電機の水没や施設の損傷が発生したため、発電を停止。また、土砂崩れによって送電鉄塔が傾いて断線、野岩鉄道会津鬼怒川線への給電が出来なくなったため、同路線は運休となった。ほかにも、栃木県日光市の鬼怒川温泉で鬼怒川に面したホテルの露天風呂が倒壊している。
栃木県栃木市立部屋小学校と小山市立羽川西小学校は、水害で校舎や体育館が水没し、他校の空き教室を借りて授業を再開する方針を発表。2学期の終業式は体育館が改修中で利用できないため廊下や音楽室で行われた。2016年3月には羽川西小学校の体育館の改修工事が終了し、3月9日に復興式が行われた。
小山自動車教習所では、施設や車両が18台中14台が水没するなどの被害を受け、営業を停止していたが、2015年11月11日に営業を再開した。

### 東北
11日には山形県最上郡最上町で最上小国川が氾濫。
宮城県大崎市で鳴瀬川水系の渋井川の堤防が決壊し、黒川郡富谷町や大和町では吉田川や支流の善川・竹林川が氾濫。
福島県相馬郡飯舘村では台風による河川氾濫で村内に集積されていた福島第一原子力発電所事故の除染廃棄物を詰めた395袋が流出。発見された袋の少なくとも167袋が破損して、中に入っていた土や草などが流失したと見られている。なお、南相馬市原町区まで流された2袋についても中身が流失していた。

### 鉄道
東武鉄道は栃木県内の各線が被害を受けた。東武日光線は下小代駅での土砂流入、新鹿沼駅 - 北鹿沼駅間の盛土流出により、新鹿沼駅 - 下今市駅間で運休、東武宇都宮線は安塚駅 - 西川田駅間の姿川第2避溢橋梁の橋台および橋桁が流失したため、安塚駅 - 西川田駅間で運休、東武鬼怒川線は新高徳駅 - 小佐越駅間の盛土流出、小佐越駅 - 鬼怒川温泉駅間の線路砕石流出などにより、下今市駅 - 新藤原駅間で運休となった。不通区間のバスによる代行輸送および他社線への振替輸送が行われていた。東武鉄道の一部区間は9月18日までに復旧し残る区間も10月7日までに全線で復旧した。
関東鉄道常総線は、鬼怒川の堤防決壊により、小絹駅 - 宗道駅間で浸水し、運行拠点である水海道車両基地も被害を受けた。このため、取手駅 - 下館駅間の全線で運休となった。9月18日までに取手駅 - 水海道駅間と下妻駅 - 下館駅間で列車の運行を再開、10月10日には残る水海道駅 - 下妻駅間で列車の運行を再開したが、応急復旧であり通常より大幅に運行本数が少なくなっていた。11月16日に全線で通常運行に戻り、快速運転も再開となった。
小湊鉄道線は、上総大久保駅 - 養老渓谷駅間で盛土が流出するなどの影響により、上総牛久駅 - 上総中野駅間が運休。9月16日までに上総牛久駅 - 月崎駅間の列車の運行を再開したが、盛土の復旧や土砂崩れの撤去に時間を要し、月崎駅 - 上総中野駅間の運転再開は同年10月24日となった。

## 救助・復旧活動
- 被災地である茨城県内消防としては10日から19日にかけて地元消防・県内応援隊として延べ2,043名の消防吏員と延べ10機の消防防災ヘリコプターを投入して956名を救出した[52]。10日から17日にかけて他県の消防本部から緊急消防援助隊として延べ2,240名の消防吏員と延べ35機の消防防災ヘリを投入して茨城・栃木・宮城の3県で2,260名を救助した[53]。
- 9月10日から19日にかけて警察災害派遣隊として延べ2,997名の警察官と延べ34機の警察ヘリを投入して茨城・栃木・宮城の3県で624名を救助した[23]。
- 海上保安庁もヘリコプター17機、特殊救難隊員14名、機動救難士25名を派遣して10・11日の2日間で107名の救助を行なった[23][54]。
- 防衛省は3県の県知事から陸上自衛隊施設学校・第6師団、第12特科隊への災害派遣要請を受けて10日から19日にかけて2,015名を救助したほか、給水支援や入浴支援を行なった[23]。茨城県常総市の住民をヘリコプターで救助する際、飼い犬を一緒に救助した、陸上自衛隊第12ヘリコプター隊第1飛行隊には、日本獣医師会より感謝状が贈られている[55]。
- 国土交通省は、内水排除のため全国の各地方整備局から東北地方整備局管内及び関東地方整備局管内へ、排水ポンプ車、照明車など、計15台出動[56]。浸水は約40㎢と広範囲であり内水排除が概ね解消するまでに10日を要した[57]。

- 13日以降、在日米軍横田基地の兵士約70名が、休暇を利用して、作戦ではない復旧ボランティアに参加している[58][59]。
- シルバーウィークには鹿沼市に4306人、栃木市に1927人、小山市に1155人、日光市に824人、壬生町に40人が訪れボランティア活動に参加した[60]。
- 常総市内でのボランティア活動数は、2015年12月末時点で活動件数5,402件、活動人数35,715件となっている。[61]

- 栃木県栃木土木事務所は今回の水害で小山市の杣井木川排水機場が水没し、ポンプ4基全部が停止した被害などを教訓とし、2016年6月までにポンプの復旧工事・耐水化工事を行うことを発表した[62]。

- 小山市の石ノ上河川広場は水害の影響で浸水、石などがサッカー場内に散乱するなどの被害を受けていたが2016年4月に復旧工事が終わり、利用できるようになった[63]。

## その他
- 茨城県常総市では、旭化成ホームズが2012年に「ヘーベルハウス」ブランドで建設した住宅（鉄骨2階建て）が、豪雨による洪水被害を受けながらも損壊しなかったとして注目を集めた[64]。
- 舛添要一東京都知事（当時）は、この豪雨災害で東京都・警視庁・東京消防庁の職員が救助活動に行っている最中に、神奈川県湯河原町にある別荘に公用車で向かっていたことが、東京都議会の上野和彦議員（公明党）の指摘で明らかとなった[65]。

## 法的措置
- 激甚災害指定。
- 3県18市8町に災害救助法適用[1]。
- 被災者生活再建支援法適用。常総市、境町[66]、栃木市、日光市、小山市[67]、大崎市[68]、田村市[69]